# Kevin Zenón
Kevin Andrés Zenón (Goya, 30 luglio 2001) è un calciatore argentino, centrocampista del Boca Juniors.

## Carriera

### Union Santa Fe
Cresciuto nel settore giovanile dell'Unión (SF), esordisce in prima squadra il 29 ottobre 2020 giocando l'incontro di Coppa Sudamericana perso 1-0 contro l'Emelec. Con i biancorossi disputa 130 presenze e 7 reti ,in tutte le competizioni.

#### Boca Juniors
Il 22 gennaio 2024 passa a titolo definitivo al Boca Juniors per una cifra pari a tre milioni e mezzo di dollari. Debutta con la nuova maglia, in occasione della prima giornata della Copa de la Liga Profesional disputata contro il Platense.Realizza il primo goal nella vittoria per due reti a zero contro il Club Atlético Central Córdoba de Santiago del Estero.In breve tempo diventa un giocatore chiave della squadra, contribuendo alla qualificazione dei gialloblu ai playoff della Copa de la Liga Profesional 2024.

## Statistiche

### Presenze e reti nei club
Statistiche aggiornate al 16 marzo 2025.
| Stagione            | Squadra             | Campionato          | Campionato | Campionato | Coppe nazionali | Coppe nazionali | Coppe nazionali | Coppe continentali | Coppe continentali | Coppe continentali | Altre coppe | Altre coppe | Altre coppe | Totale | Totale |
| Stagione            | Squadra             | Comp                | Pres       | Reti       | Comp            | Pres            | Reti            | Comp               | Pres               | Reti               | Comp        | Pres        | Reti        | Pres   | Reti   |
| ------------------- | ------------------- | ------------------- | ---------- | ---------- | --------------- | --------------- | --------------- | ------------------ | ------------------ | ------------------ | ----------- | ----------- | ----------- | ------ | ------ |
| 2019-2020           | Unión (SF)          | PD                  | 0          | 0          | CA+CdL          | 0+6             | 0               | CS                 | 3                  | 0                  | -           | -           | -           | 9      | 0      |
| 2021                | Unión (SF)          | PD                  | 19         | 0          | CA+CdL          | 0+12            | 1               | -                  | -                  | -                  | -           | -           | -           | 31     | 1      |
| 2022                | Unión (SF)          | PD                  | 20         | 1          | CA+CdL          | 1+9             | 0               | CS                 | 7                  | 1                  | -           | -           | -           | 37     | 2      |
| 2023                | Unión (SF)          | PD                  | 21         | 2          | CA+CdL          | 1+14            | 0+1             | -                  | -                  | -                  | -           | -           | -           | 36     | 3      |
| Totale Unión        | Totale Unión        | Totale Unión        | 60         | 3          |                 | 43              | 2               |                    | 10                 | 1                  |             | -           | -           | 113    | 6      |
| 2024                | Boca Juniors        | PD                  | 18         | 2          | CA+CdL          | 5+16            | 0+2             | CS                 | 7                  | 2                  | -           | -           | -           | 46     | 6      |
| 2025                | Boca Juniors        | PD                  | 8          | 0          | CA              | 1               | 1               | CL                 | 2                  | 1                  | Cmc         | -           | -           | 11     | 2      |
| Totale Boca Juniors | Totale Boca Juniors | Totale Boca Juniors | 26         | 2          |                 | 22              | 3               |                    | 9                  | 3                  |             | -           | -           | 57     | 8      |
| Totale carriera     | Totale carriera     | Totale carriera     | 86         | 5          |                 | 65              | 5               |                    | 19                 | 4                  |             | -           | -           | 170    | 14     |